# Basi di scambio
In pedologia, si indica con il termine basi di scambio la frazione della capacità di scambio cationico saturata dai cationi dei metalli alcalini e alcalino-terrosi. Sono esclusi da questa frazione i cationi idrogeno e alluminio.

## Metalli alcalini
I metalli alcalini presenti nel terreno sono il sodio, il potassio, il rubidio e il cesio, elencati in ordine di affinità crescente per il complesso di scambio. Il rubidio e il cesio pertanto si legano molto più facilmente del potassio e del sodio. Essendo però presenti in modeste quantità, il metallo alcalino che ha le più alte percentuali nel complesso di scambio è il potassio.
In condizioni normali il sodio scambiabile è presente solo in tracce e nel terreno si concentra soprattutto nella soluzione circolante sotto forma di sale dissociato con acidi forti (solfato di sodio, cloruro di sodio). Le concentrazioni sono tuttavia modeste, in condizioni ordinarie, in quanto i terreni con salinità normale hanno concentrazioni saline massime della soluzione dell'ordine dell'uno per mille. Elevate percentuali di sodio nel complesso di scambio si verificano invece nei terreni dotati di alcalinità di assorbimento a causa di un cospicuo tenore in carbonato e bicarbonato di sodio nella soluzione circolante.

## Metalli alcalino-terrosi
I metalli alcalino-terrosi presenti nel terreno sono il bario, lo stronzio, il calcio e il magnesio. Anche in questo caso l'ordine di affinità cresce con il numero atomico; bario e stronzio si legano perciò più facilmente del calcio e del magnesio, ma essendo presenti in modeste quantità, le percentuali più rilevanti sono quelle del calcio e, in misura minore, del magnesio.
I cationi bivalenti si legano con maggiore facilità al complesso di scambio. Un terreno con valori che rientrano nella norma (tasso di saturazione in basi pari al 65-85% della capacità di scambio cationico) e senza specifiche carenze, ha oltre la metà del complesso di scambio saturato dal calcio, quasi il 10% saturato dal magnesio e il 3-5% saturato dal potassio, mentre gli altri cationi metallici saturano una quota percentuale del complesso di scambio. Percentuali temporaneamente più alte si possono riscontrare dopo una abbondante concimazione, che secondo il concime usato può incrementare sensibilmente la percentuale in calcio o in potassio, mentre in genere quella in magnesio subisce variazioni modeste.
Terreni ben dotati in azoto possono infine presentare apprezzabili percentuali di ioni ammonio adsorbito nel complesso di scambio. Pur comportandosi come i metalli alcalini, non viene comunque rilevato dal tasso di saturazione in basi. La presenza dell'azoto ammoniacale nel complesso di scambio è fondamentale per mantenere una riserva che alimenti il flusso ossidativo verso l'azoto nitrico (nitrificazione), che è la forma direttamente assimilabile per la maggior parte delle piante.